# ناحیه جب رمله
ناحیه جب رمله (به عربی: ناحیة جب رملة) یک ناحیه در سوریه است که در منطقه مصیاف واقع شده‌است. ناحیه جب رمله ۳۹٬۸۱۴ نفر جمعیت دارد.